# Jacques Vasseur
Jacques Vasseur (* 9. Oktober 1920 in Valenciennes; † 7. Februar 2009 in Heidelberg) war ein französischer Kriegsverbrecher. Er kollaborierte im Zweiten Weltkrieg mit der Gestapo und wird für Hunderte Verhaftungen und Morde verantwortlich gemacht.

## Leben
Vasseur wurde als Sohn eines Bankdirektors in Nordfrankreich geboren. Seine Großmutter war Deutsche und er verbrachte seine Ferien regelmäßig im Schwarzwald. Während sich seine Eltern in Angers niederließen, studierte Jacques Vasseur an der HEC Paris. Weil er fließend Deutsch sprach, arbeitete er ab 1940 für die deutsche Besatzung in Angers. 1943 wurde er Chef der Hilfsgestapo. In seiner Zeit in Angers soll Vasseur für 430 Verhaftungen, 310 Deportationen und 230 Morde verantwortlich gewesen sein. Er verriet vor allem Kämpfer der Résistance und soll Freude an Folterungen empfunden haben.
Nach dem D-Day 1944 floh er nach Heidelberg. In Abwesenheit wurde er am 11. September 1945 zum Tod verurteilt. Er versteckte sich bei seiner Mutter in Lille und lebte bis zu seiner Verhaftung am 21. November 1962 17 Jahre unbehelligt auf einem Dachspeicher. Am 18. Oktober 1965 wurde er erneut, diesmal in Anwesenheit, zum Tode verurteilt. 1966 wurde seine Todesstrafe in lebenslange und dann in 20-jährige Haft umgewandelt. In Haft widmete sich Vasseur der Vornamensforschung. Noch im Gefängnis in Melun heiratete er 1974 eine Heidelberger Bibliothekarin. Mit ihr zusammen schrieb er einen Ratgeber über Vornamen, der ab 1982 als Goldmanns großes Vornamenbuch in mehreren Auflagen im Goldmann-Verlag erschien. Nach seiner Freilassung 1984 lebte er mit seiner Ehefrau in Heidelberg.
Jacques Vasseur, der mittlerweile auch die deutsche Staatsbürgerschaft hatte, starb 2009 und wurde auf dem Heidelberger Bergfriedhof beerdigt.